# Teaser (turnê de Sandy)
Teaser foi a quinta turnê realizada pela cantora e compositora brasileira Sandy. A série de apresentações teve início no dia 10 de outubro de 2015 em São Paulo e foi encerrada no dia 19 de dezembro de 2015 em Ribeirão Preto. Trata-se de uma mini turnê que antecedeu a gravação do segundo registro ao vivo da cantora e a turnê originada por ele. Sandy descreveu a turnê como uma "prévia" desse show.

## Desenvolvimento

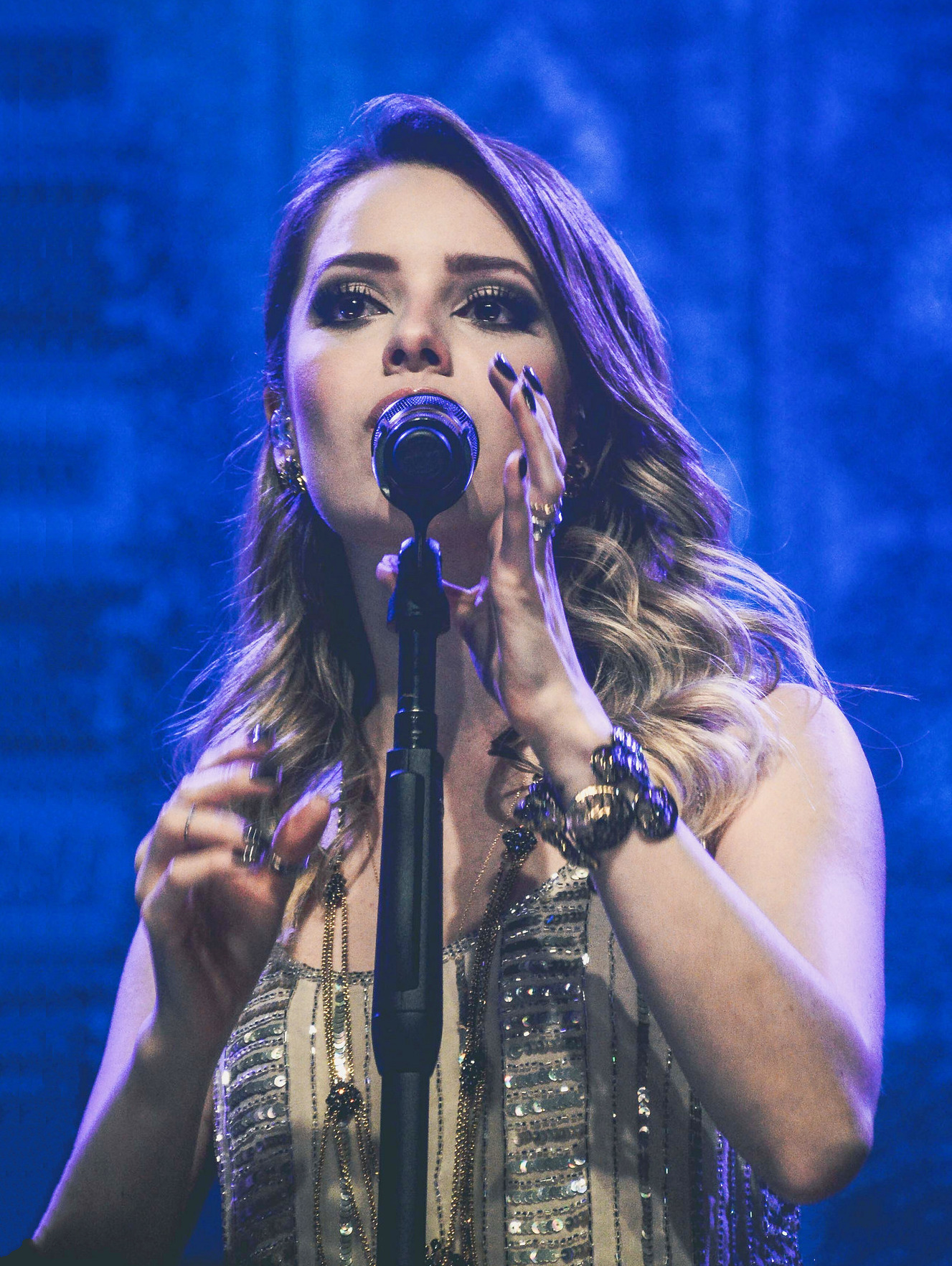
Sandy se apresentando com a turnê em São Paulo (outubro de 2015).

A turnê Teaser marcou a volta de Sandy aos palcos após uma pausa na carreira depois de dar à luz seu primeiro filho e uma temporada como jurada do reality show musical Superstar, da Rede  Globo. Iniciada no dia 10 de outubro de 2015 na casa de shows Tom Brasil, em São Paulo, a série de shows que deu origem ao segundo registro ao vivo de Sandy recebeu esse título pois a cantora optou por antecipar sua volta aos palcos com uma prévia do show que seguiria. A cantora explicou: 
"Cancelei o projeto do meu terceiro álbum de estúdio, porque teria que pensar num repertório inédito e levaria muito tempo. Estou num ritmo diferente e, no meio do processo, fiquei com muita vontade de voltar aos palcos e não podia esperar um CD novo."
Durante o show de estreia, disse: “Espero que esse show traga muitas coisas boas para vocês. É só um aperitivo para a turnê do ano que vem (2016), mas eu não pude aguentar ficar tanto tempo longe.” 
Os shows dos dias 14 de 15 de novembro, em Niterói, no estado do  Rio de Janeiro, deram origem ao segundo CD e DVD ao vivo da cantora em sua carreira solo, intitulado Meu Canto.
A turnê mescla as canções de seus álbuns Manuscrito e Sim, além de canções inéditas, alguns clássicos da época da dupla Sandy & Junior e alguns covers, como "Só Hoje" da banda Jota Quest, "Sina" do cantor Djavan, entre outros.
O jornalista Filipe Vicente, do site Setor VIP, escreveu sobre o show de estreia da mini-turnê:
"Os gritos da plateia ecoavam pelo espaço e mal se podia ouvir a cantora. Ovacionada de pé
pelos espectadores que esgotaram as entradas em poucas horas, Sandy desfilou sucessos como Escolho Você, Pés Cansados, Morada, Aquela dos 30 e Ponto Final."

## Setlist
| - 1. Sim - 2. Ela/Ele - 3. Perdida E Salva - 4. Escolho Você - 5. Só Hoje - 6. Pés Cansados - 7. Refúgio - 8. Segredo - 9. Sina - 10. Saideira | - 11. Respirar - 12. Mais Um Rosto - 13. Morada - 14. Meu Bem, Meu Mal - 15. Sem Jeito - 16. A Escolha da cantora (Músicas da época de Sandy & Junior) - 17. Não Dá Pra Não Pensar - 18. Aquela dos 30 - 19. Ponto Final (Encore) |